# Eichhornia diversifolia
Eichhornia diversifolia är en vattenhyacintväxtart som först beskrevs av Vahl, och fick sitt nu gällande namn av Ignatz Urban. Eichhornia diversifolia ingår i släktet vattenhyacinter, och familjen vattenhyacintväxter. Inga underarter finns listade.